# عبد الله بن علي آل الشيخ مبارك
عبد الله بن علي بن عبد الرحمن آل الشيخ مبارك (1921 - 4 أغسطس 2014) مؤرخ أدبي وأكاديمي سعودي. ولد في الهفوف ونشأ بها. ينتمي إلى أسرة آل الشيخ مبارك. بدأ دراسته فيها على علماءها ثم التحق بالمدارس النظامية. تعلم الفقه المالكي وكان تلميذًا لمناع بن خليل القطان وعبد العزيز بن باز. بدأ حياته الوظيفية بالتدريس في المدرسة الابتدائية في الأحساء وختمها بوظيفة أستاذ في جامعة الملك سعود بالرياض. تقلد عدة وظائف في سلك التعليم منها إدارة بعض المدارس والتدريس للمرحلة الثانوية. يعد من رواد التعليم في الأحساء. حصل على الماجستير من جامعة القاهرة في 1966 والدكتوراه من جامعة عين شمس في 1970. له العديد من المؤلفات والأبحاث وتميز بمؤلفاته حول التاريخ الأدبي للمنطقة الشرقية بالجزيرة العربية. توفي في مسقط رأسه عن عمر يناهز 93 عامًا.

## سنواته الأولى وتعليمه
هو عبد الله بن علي بن عبد الرحمن بن عبد اللطيف بن مبارك بن علي. ولد سنة 1921م/ 1340 هـ في الهفوف بالأحساء ونشأ بها. ينتمي إلى أسرة آل الشيخ مبارك. 

تربى في ظل والده فبدأ تحصيل علومه الشرعية بدراسة القرآن وختمه وتعلمه على الشيخين عبد الله بن زيد ومحمد بن عبد الرحمن الخثلان. جال في الحلقات العلمية الأحسائية فدرس عند عمه محمد بن إبراهيم المبارك الفقه المالكي. درس النحو والعربية على مبارك بن عبد اللطيف المبارك، كما درس على أخيه إبراهيم بن علي كتاب قطر الندى في علم النحو،. 

ثم التحق بمدرسة الهفوف الأولى في 1363 هـ/ 1944 م. وقد دخل السنة السادسة رأساً وبعد ذلك التحق بالثانوية العامة وتخرج منها عام 1365 هـ/ 1946 م. وبعد ذلك رحل إلى الرياض لإكمال دارسته، والتحق بكلية اللغة العربية بجامعة الرياض منتسباً، واستفاد من مناع بن خليل القطان ودرس أيضًا دراسة ملازمة على عبد العزيز بن باز فقرأ عليه كتاب التوحيد لمحمد بن عبد الوهاب، ودرس أيضاً في الفقه الحنبلي كتاب المقنع لابن قدامه، مع أنه لم يزل مالكياً.

حصل على درجة الماجستير من معهد البحوث والدراسات العربية بالقاهرة، وقد تخرج فيه بتفوق عام 1387 هـ/ 1967م وكان موضوع رسالة الماجستير الشعر المعاصر في شرقي الجزيرة العربية. فالتحق بجامعة القاهرة في قسم اللغة العربية وآدابها إذ نال البكالوريوس عام 1389هـ/ 1969 م. وبعد ذلك عمل سنتين محاضراً في وطنه ثم رجع مرة أخرى إلى القاهرة، فحصل فيها على درجة الدكتوراة من جامعة عين شمس بمرتبة الشرف الأولى عام 1390 هـ/ 1970م، حيث كان موضوع الرسالة «أدب النثر المعاصر في شرقي جزيرة العرب».

## تدريسه
تم تعيينه في وزارة المعارف مدرساً ثم وكيلاً ثم مديراً لمدرسة القطيف الابتدائية، ومديراً لمدرسة الدمام الابتدائية ومديراً لمدرسة الجفر الابتدائية، ومديراً لمدرسة الابتدائية بالكوت، ثم مدرساً في المدرسة الثانوية بالهفوف ثم وكيلاً فمديراً لها. حتى ذهب إلى مصر لدارسته الأكاديمية. بعد أن نال البكالوريوس من جامعة القاهرة رجع إلى وطنه فعين معيداً بكلية الآداب جامعة الرياض ثم محاضرًا. بعد حصوله على درجة الدكتوراة تم تعيينه أستاذاً للغة العربية في جامعة الملك سعود كلية الآداب عام 1390هـ/ 1970 م . إلى أن تقاعد عام 1405هـ/ 1984 م.

## سنواته الأخيره
تقاعد عن التدريس عام 1984. وفي سنواته الأخيرة برز كأحد أعيان أسرة آل الشيخ مبارك وكان يشارك في الندوات العلمية التي يعقدها أفراد الأسرة ويحضرها النخبة. 

## وفاته
توفي يوم 4 أغسطس 2014/ 8 شوال 1435 في الهفوف عن عمر يناهز 93 عامًا وصلى عليه بعد صلاة العصر في مسجد مقبرة الصالحية ودفن فيها.

## مؤلفاته
- الشعر المعاصر في شرق الجزيرة العربية، 1967، موضوع رسالته في الماجستير من جامعة القاهرة، ثم نشرت بعنوان الشعر المعاصر في شرق الجزيرة العربية في القرن العشرين في 1977
- تطور الحياة الأدبية في شرقي جزيرة العرب، 1972
- أدب النثر المعاصر في شرقي جزيرة العرب، 1970، موضوع رسالته في الدكتوراة من جامعة عين شمس.
- الأدب العربي المعاصر في الجزيرة العربية، 1973
- تطور الحياة الأدبية في شرقي جزيرة العربية